# Pierre Auguste Cot

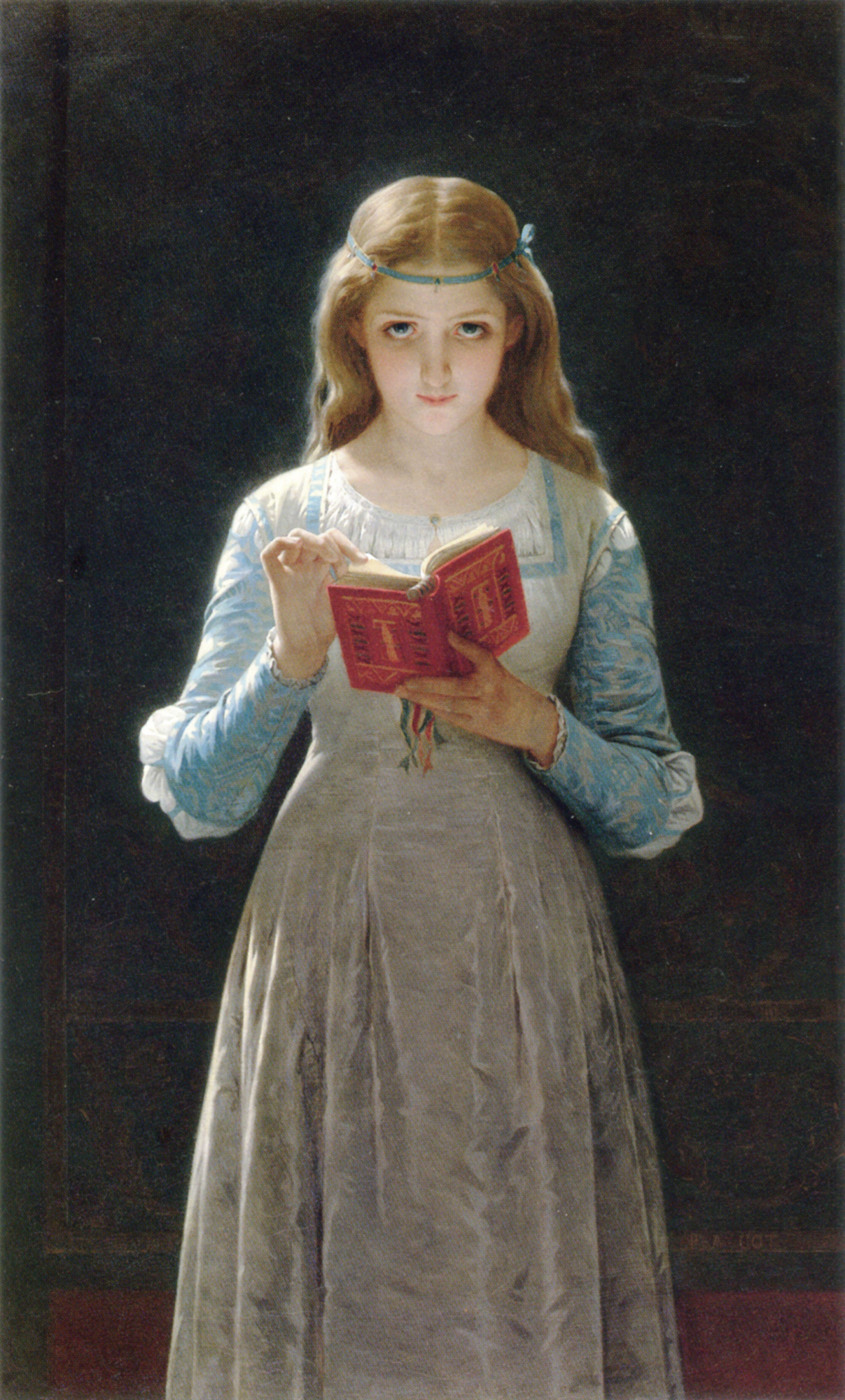
Ophelia, 1870

Pierre Auguste Cot (Bédarieux, 17 de fevereiro de 1837 - Paris, 2 de agosto de 1883) foi um pintor francês da escola de Classicismo Acadêmico. 

## Vida e carreira

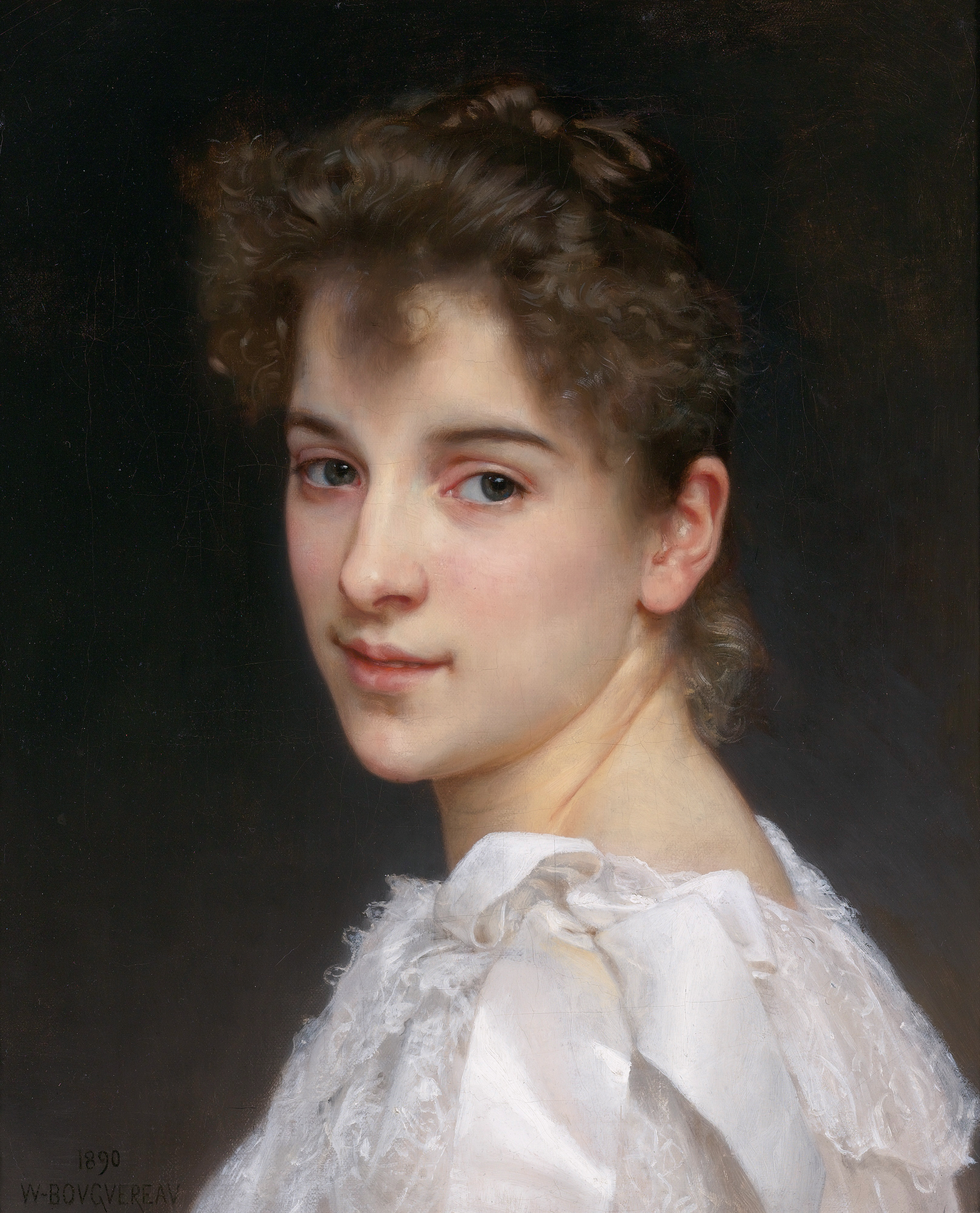
Gabrielle Cot de Bouguereau, um retrato da filha de Cot

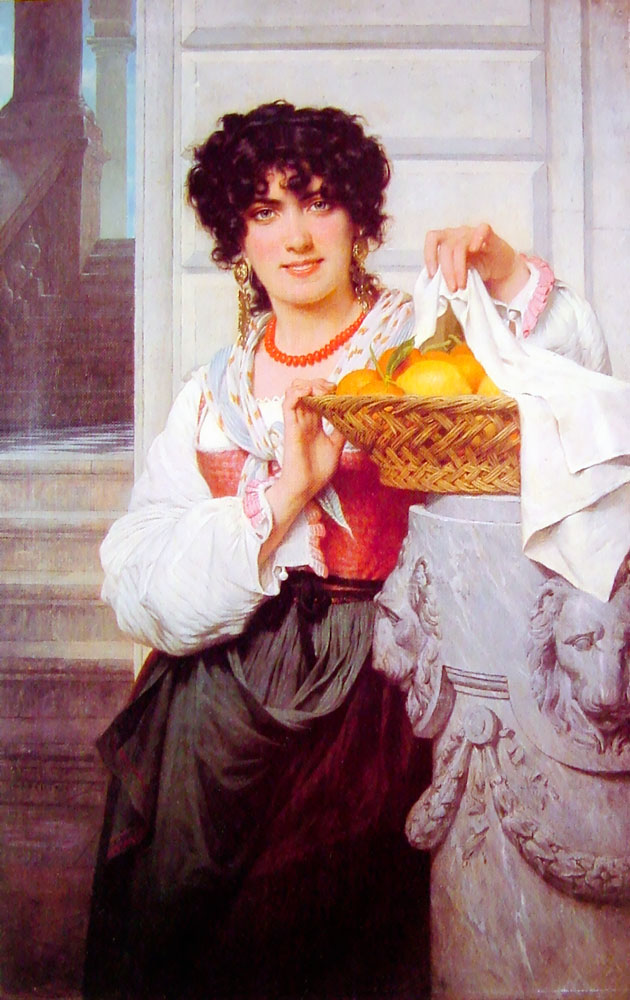
Menina com cesto de laranjas e limões

Cot nasceu em Bédarieux, Hérault, e estudou inicialmente na l'Ecole des Beaux-Arts em Toulouse antes de ir para Paris. Estudou com Leon Cogniet, Alexandre Cabanel e William-Adolphe Bouguereau. Em 1863 ele fez uma estréia bem-sucedida no Salon e, a partir da década de 1870, sua popularidade cresceu rapidamente. 
Cot desfrutou do patrocínio do escultor acadêmico Francisque Duret, cuja filha ele se casou, e de Bouguereau, com quem também havia trabalhado. Bouguereau pintou um retrato da filha de Cot, Gabrielle. Bouguereau jantou com a família Cot para celebrar o casamento de Gabrielle com um arquiteto chamado Zilin. O artista fez um presente da pintura para a esposa de Duret, avó de Gabrielle. 
Cot ganhou vários prêmios e medalhas, e em 1874 foi feito Chevalier da Legião de Honra. 
Ele morreu em Paris aos 46 anos. Ele está enterrado no cemitério Père Lachaise.    

## Trabalho

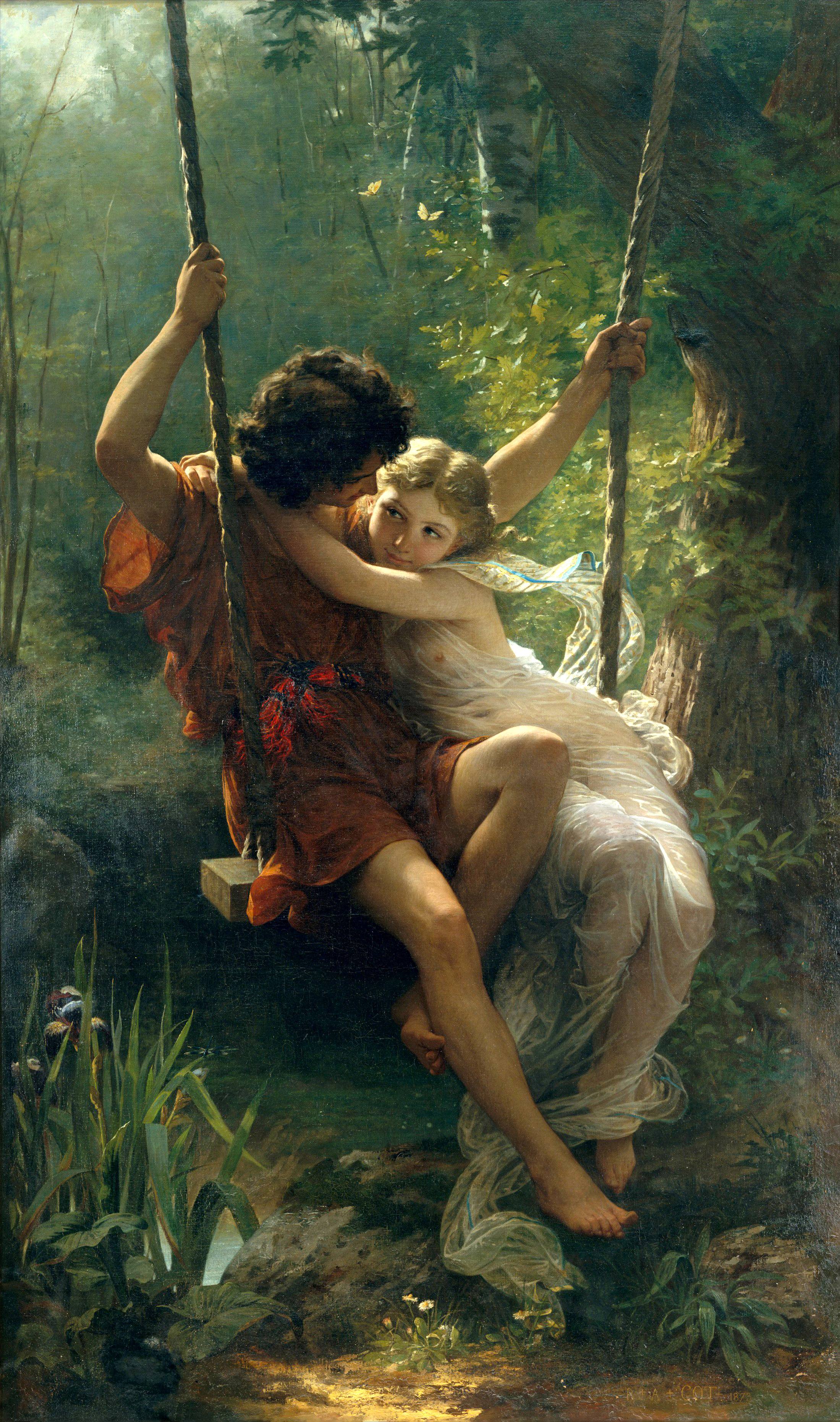
Primavera de 1873 (Metropolitan Museum of Art, Nova York)

Ele criou várias obras de popularidade duradoura, incluindo Le Printemps, com dois jovens amantes sentados em um balanço, e The Storm. Ambas as pinturas estão em exibição no Metropolitan Museum of Art, em Nova York. The Storm  pertence ao museu, enquanto o Le Printemps é de propriedade particular. 
Cot também era conhecido por seus retratos, que compunham a maior parte de seu trabalho. O trabalho figurativo mais duradouro, como The Storm, é comparativamente raro. Logo após sua morte, aos quarenta e seis anos de idade, foi realizada uma assinatura de um monumento comemorativo ao artista, que foi erguido em Bédarieux em 1892. 

### Trabalhos selecionados
- Dionísia (1870), Museu Chi-Mei, Taiwan
- Ophelia (1870)
- O cigano ou La Bohémienne (1871)
- Primavera ou Le Printemps (1873), Metropolitan Museum of Art, Nova York
- A tempestade ou La Tempête (1880), Museu Metropolitano de Arte [3]
- A luz de leitura ou La Liseuse (cerca de 1880)
- Retrato de Madame Mas (1882)
- Mireille (1882), Museu Fabre, Montpellier
- Caridade para minha irmã, Galeria de Arte de Wolverhampton